# Mesocricetini
Mesocricetini – monotypowe plemię ssaków z podrodziny chomików (Cricetinae) w obrębie rodziny chomikowatych (Cricetidae).

## Rozmieszczenie geograficzne
Plemię obejmuje gatunki występujące w Europie i Azji.

## Morfologia
Długość ciała (bez ogona) 128–220 mm, długość ogona 10–39 mm; masa ciała 60–300 g.

## Systematyka
Plemię wyodrębniła w 2025 roku para teriologów, Słoweniec Boris Kryštufek i Rosjanin Gieorgij Szenbrot, w publikacji ich autorstwa zatytułowanej Prawdziwe chomiki (Cricetinae) z regionu Palearktycznego. Rodzaj zdefiniował w 1898 roku niemiecki zoolog, paleontolog i paleobotanik Alfred Nehring w artykule zatytułowanym O Cricetus, Cricetulus i Mesocricetus (n. podrodz.) opublikowanym w czasopiśmie „Zoologischer Anzeiger”. Nehring wymienił kilka gatunków – Cricetus nigricans Brandt, 1832 (= Cricetus raddei Nehring, 1894), Cricetus raddei Nehring, 1894, Cricetus brandti Nehring, 1898 i Cricetus newtoni Nehring, 1898 – z których gatunkiem typowym jest (późniejsze oznaczenie) Cricetus nigricans Brandt, 1832 (= Cricetus raddei Nehring, 1894).

### Etymologia
- Mesocricetus: gr. μεσος mesos ‘środkowy, pośredni’; rodzaj Cricetus Leske, 1779 (chomik)[8].
- Mediocricetus: łac. medius ‘środkowy’; rodzaj Cricetus Leske, 1779 (chomik)[9].
- Semicricetus: łac. semi- ‘pół-’, od semis, semissis ‘połowa’, od as, assis ‘cały’; rodzaj Cricetus Leske, 1779 (chomik)[10].

### Podział systematyczny
Do plemienia należy jeden rodzaj wraz z następującymi występującymi współcześnie gatunkami:
| Grafika | Gatunek              | Autor i rok opisu       | Nazwa zwyczajowa   | Podgatunki         | Rozmieszczenie geograficzne | Podstawowe wymiary                           | Status IUCN |
| ------- | -------------------- | ----------------------- | ------------------ | ------------------ | --- | -------------------------------------------- | ----------- |
|         | Mesocricetus auratus | (G.R. Waterhouse, 1839) | chomiczek syryjski | gatunek monotypowy | południowa Turcja i północna Syria (płaskowyż Aleppo między Eblą i Şanlıurfą; prawdopodobnie Hatay); zakres wysokości: 280–650 m n.p.m.                                               | DC: 12,8–16,5 cm DO: 1,3–2,1 cm MC: 82–175 g | EN          |
|         | Mesocricetus raddei  | (Nehring, 1894)         | chomiczek kaukaski | 2 podgatunki       | między dolnym biegiem rzeki Don a płaskowyżem w Dagestanie (Rosja), odnotowany w północno-wschodniej Gruzji; zakres wysokości: 200–2800 m n.p.m.                                      | DC: 14,9–22 cm DO: 1,2–2 cm MC: 200–300 g    | LC          |
|         | Mesocricetus brandti | (Nehring, 1898)         | chomiczek turecki  | gatunek monotypowy | Turcja (środkowa i wschodnia Anatolia), Gruzja, Armenia, Azerbejdżan i północno-zachodni Iran; częściowo na północ od Kaukazu (południowa Rosja); zakres wysokości: 300–3000 m n.p.m. | DC: 13,5–19,5 cm DO: 1–3,9 cm MC: 108–175 g  | NT          |
|         | Mesocricetus newtoni | (Nehring, 1898)         | chomiczek rumuński | gatunek monotypowy | północna Bułgaria i południowo-wschodnia Rumunia (dolny bieg rzeki Dunaj między obwodem Montana a Morzem Czarnym); zakres wysokości: do 400 m n.p.m.                                  | DC: 13,5–16 cm DO: 1,7–2,4 cm MC: 60–130 g   | NT          |

Kategorie IUCN:  LC  – gatunek najmniejszej troski,  NT  – gatunek bliski zagrożenia,  EN  – gatunek zagrożony.
Opisano również gatunki wymarłe:
- Mesocricetus aramaeus Bate, 1943[13] (Izrael; plejstocen)
- Mesocricetus planicola Argyropulo, 1941[14] (Azerbejdżan; plejstocen)
- Mesocricetus primitivus De Bruijn, Dawson & Mein, 1970[15] (Grecja; pliocen)
- Mesocricetus rathgeberi Pieper, 1984[16] (Grecja; holocen)